# Бабич, Наталия Андреевна
Наталия Андреевна Бабич (р. 15 сентября 1938, Москва) — советский и украинский хормейстер, педагог, музыкально-общественный деятель. Заслуженный деятель искусств Украины.

## Биографические сведения
Родилась в Москве на Арбате. С 1941 по 1950 с семьёй находилась после эвакуации в Средней Азии — городах Ош, Ленинабад, Сулюкта, Кызыл-Кия, в 1951 переехала в Краснодон.
В 1955 окончила Краснодонскую СШ № 1 им. М. Горького и поступила в педагогический институт в г. Лиепая Латвийской ССР на физико-математический факультет, после 2-го курса перевелась в Луганский педагогический институт. Будучи студенткой, гастролировала по Латвии с оркестром Лиепайского мореходного училища в качестве солистки-певицы.
В 1957 обучалась в Краснодонской музыкальной школе № 1, с 1958 по 1961 — в Луганском музыкальном училище на дирижёрско-хоровом отделе, класс Эммануила Белявского.
В 1966 окончила Харьковский институт искусств им. И. П. Котляревского по классу хорового дирижирования З. Д. Заграничного.
Работала учителем пения в школах 106 и 116, а также с различными самодеятельными хоровыми коллективами.
В 1970—1973 — директор ДМХШ № 3. После реорганизации которой в ДМШ № 13 Н. А. Бабич была уволена по несоответствию должности из-за того, что не являлась членом КПСС. Завучем и директором школы, созданной ею, были назначены коммунисты.
С 1980 по 2013 — директор Харьковской детской музыкальной школы № 12 им. Клавдии Шульженко, с 1991 по 2013 — руководитель детского хора «Надія», выступавшего с концертными программами на многочисленных концертных площадках, в Харьковской областной и Киевской национальной филармонии с Национальной Заслуженной Академической Капеллой «Думка» под руководством Евгения Савчука. Хор гастролировал в Киеве. Москве, Иваново-Франковске, Нюрнберге и других городах.
С октября 2009 — председатель Харьковской организации Национального всеукраинского музыкального союза.
В 2007 начала работу по упорядочению архива семьи. Поиск людей из многочисленного рода Мамонтовых (по линии матери Нины Гавриловны), родственников отца Петра Энгельфельда и прадеда П. Г. Ганзена открыл неизвестные ранее страницы истории семьи. В 2008 поездка на Соловецкие острова, где в 1920-х годах отбывал в концлагере срок отец. Осенью 2008 года начала работу с 11 архивами (в том числе РГИА, РГВИА, ФСБ — Лубянка 2) с целью документального подтверждения собственного происхождения, а также по сбору сведений об отце Петре Энгельфельде и прадеде датчанине Г. Э. Ганзене.

## Литературная деятельность
Автор статей в газетах «Українська музична газета», «Время», «Слобідський край».
Автор книги «Мой адрес — Советский Союз» (Харьков,)
Подготовила к печати мемуарную книгу своей матери: Мамонтова Н. Г.
Копенгаген—Владивосток / Под ред. Н. А. Бабич-Энгельфельд. — Харьков, 2009. — 128 с.

## Звания и награды
- Заслуженный деятель искусств Украины (1998)[1].
- Знак почёта харьковского облсовета «Слобожанская слава» (2013).
- Почётная грамота Харьковского городского совета.
- Лауреат международной премии «Золотая фортуна».
- Дипломант литературной премии им. А. Масельского (2012).
- Лауреат муниципальной премии
- Президентская стипендия (с 2015).

## Семья
- Прадед — датчанин Г. Э. Ганзен известный переводчик, писатель, общественный деятеле. Ганзен Питер Эмануил Готфрид (в России — Пётр Готфридович) — создатель методики преподавания азбуки Морзе и один из пионеров преподавания телеграфного дела в Петербургского Электротехническом институте Александра III Российской Империи.
- Отец — Пётр Энгельфельд, репрессирован, в 1925—1930 гг. отбывал в концлагере срок за контрреволюционную деятельность.
- Муж — Дубовик Евгений Степанович (р. 1934). работал 23 года главным инженером — заместителем управляющего Харьковского областного отделения Промстройбанка.
- Сын — Кирилл Дубовик (р. 1966) — бизнесмен.
- Дочь — Дубовик Екатерина Евгеньевна (р. 1971) — кандидат наук, доцент кафедры права, национальной безопасности и европейской интеграции Института государственного управления Харьковского национального университета им. В.Н.Каразина, основатель и председатель общественной организации "Союз многодетных семей".
- 5 внуков: Анастасия Дубовик (р. 1991) — студентка ХНУИ им. И. Котляревского, София Дубовик (р. 2001) — студентка, Евгений Дубовик (р.2002) — студент, Леонид Дубовик (р. 2007), Александр Дубовик (р. 2009), правнучка Анна Аксентьева (р. 2018).